# Vieira do Minho (freguesia)
Vieira do Minho is een plaats (freguesia) in de Portugese gemeente Vieira do Minho en telt 2289 inwoners (2001).